# Ивановци (област Кюстендил)
Вижте пояснителната страница за други значения на Ивановци.
Ивановци е село в Западна България. То се намира в община Кюстендил, област Кюстендил.

## География
Село Ивановци се намира в планински район, в географската област Каменица, по южните стръмни склонове на гребена Бричище на Чудинската планина, от двете страни на река Ломничка.
Селото е разпръснат тип, образувано от 7 главни махали. Ранова, Мишова, Клинчарска, Селото, Селище.
Умерено континентален планински климат.
През годините селото принадлежи към следните административно-териториални единици: Община Ломница (1883 – 1958), община Драговищица (1958 – 1961), община Долно Уйно (1961 – 1978), община Драговищица (1978 – 1987) и Община Кюстендил (от 1987 г.). 

## Население
| Година    | 1880 | 1900 | 1926 | 1934 | 1946 | 1956 | 1965 | 1975 | 1984 | 1992 | 2001 | 2010 | 2015 |
| Население | 258  | 309  | 518  | 576  | 401  | 270  | 145  | 57   | 26   | 31   | 17   | 8    | 4    |

## История
Няма запазени писмени данни за времето на възникване на селото. Множеството могили и останките от некропол свидетелстват, че района е населяван от дълбока древност.
Село Ивановци е старо средновековно селище, регистрирано в турски данъчен регистър от 1570 – 1572 г. под името Ивановци като тимар към нахия Славище на Кюстендилския санджак със 17 домакинства и 11 ергени. В списъка на джелепкешаните от 1576 – 77 г. е записано като Йованкофча с 1 данъкоплатец.
В края на XIX век селото има 7660 декара землище, от които 1216 дка гори, 4880 дка ниви, 1264 дка естествени ливади и 300 дка селска мера и пасища и се отглеждат 673 овце, 233 кози, 140 говеда и 57 коня. Основен поминък на селяните са земеделието (основно ръж, овес и ечемик) и животновъдството (овце). Развити са домашните занаяти. Част от мъжете са сезонни строителни работници.
В селото има училище и църква „Свети Пантелеймон“ (1920 г.). През 1918 г. е открита военна мандра.
През 1956 г. е учредено ТКЗС „Дружба“, заедно със селата Ломница, Чудинци и Кършалево, което от 1979 г. е в състава на АПК – с. Драговищица.
Селото е електрифицирано и частично водоснабдено (1969 – 1970), открит е смесен магазин.
Активни миграционни процеси.
От 2011 година селото остава без хора.

## Религии
Село Ивановци принадлежи в църковно-административно отношение към Софийска епархия, архиерейско наместничество Кюстендил. Населението изповядва източното православие.

## Исторически, културни и природни забележителности
- Църква „Свети Пантелеймон“. Намира се над селото, в местността „Пантеле“, в непосредствена близост до границата на Република България с Република Сърбия. Построена е през 1869 г. Представлява трикорабна едноапсидна църква с колони. От западната страна е изграден открит нартекс с колони. Иконостасът е дървена направа, с оригинални композиционни мотиви. Олтарните двери са резбовани, украсени с медальони на светци. Църквата няма стенописна украса.
- Параклис „Света Богородица“. Намира се на около 1000 метра северозападно от гробищата, в местността „Манастирище“. Малка паянтова постройка.
- Оброк „Свети Еремия“. Намира се на около 500 м. северно от гробищата, в местността „Свети Иван“. Оброкът е отбелязан с малък параклис.
- Оброк „Света Троица“, „Свети Петър“ и „Свети Илия“. Намира се на около 1000 метра северозападно от гробищата, в местността „Манастирище“.

## Редовни събития
Ежегодно на 9 август се прави курбан и се провежда общоселски събор в местността „пантеле“.

## Личности
Родени в Ивановци
- Йордан Аризанов, македоно-одрински опълченец, 22 (24)-годишен, земеделец (работник), 2 рота на Кюстендилската дружина, 2 рота на 7 кумановска дружина, ранен, носител на орден „За храброст“ IV степен[3]